# Monte Pisano

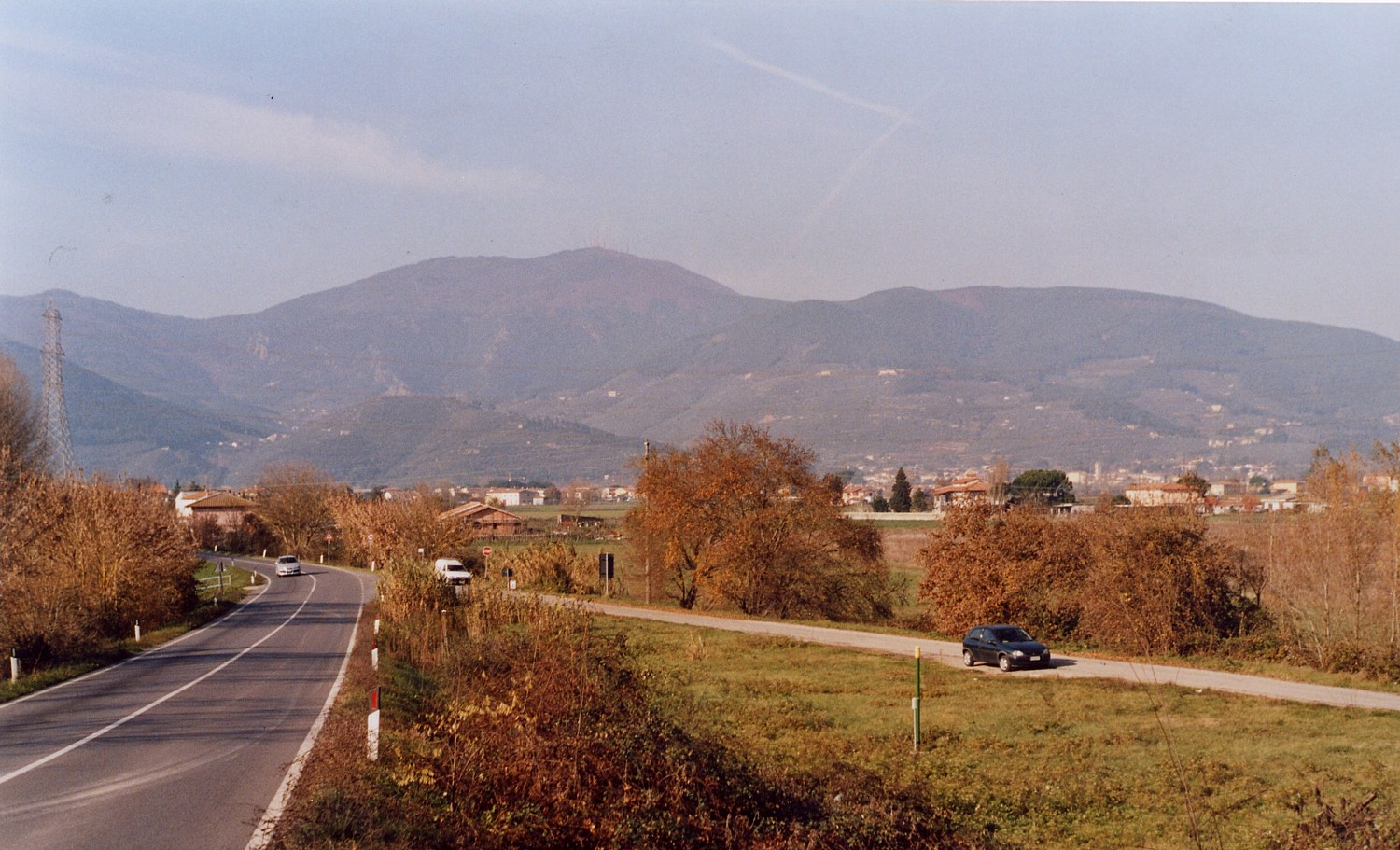
Blick von Bientina auf den Monte Serra

Monte Pisano (oder pl.: Monti Pisani, Pisaner Berge) ist der Name einer Hügelkette in der italienischen Region Toskana.

## Beschreibung
Geologisch stellt die Hügelkette eine Verlängerung der Apuanischen Alpen dar, die sich von Nord-Westen nach Süd-Osten zwischen den Flüssen Arno und Serchio hinzieht. Der Monte Pisano trennt die Städte Pisa und Lucca. Er darf nicht verwechselt werden mit der Colline Pisane (Pisaner Hügel) genannten Landschaft im südlich des Arnotals gelegenen Teil der Provinz Pisa.
Der Monte San Giuliano, der Teil der Pisaner Berge ist, wurde von Dante in seinem Werk thematisiert (Vgl.: Leeck, 2007). Die höchste Erhebung ist der Monte Serra mit 917 m. Nach dem Monte Verruca (537 m) ist das Gestein Verrucano benannt.
Zwischen dem 24. und 27. September 2018 wüteten insgesamt fünf Waldbrände auf dem Monte Pisano. Der größte Waldbrand auf dem höchsten Gipfel, dem Monte Serra, zerstörte ca. 1400 ha Waldfläche und mehrere Häuser in der Ortschaft Montemagno (Calci). Das Feuer wurde vermutlich vorsätzlich entfacht. Auch weitere Ortschaften der Hügelkette - wie Avane (Vecchiano)  und Lugnano (Vicopisano) - wurden Opfer von Waldbränden.